# Helenilson Pontes
Helenilson Cunha Pontes (Santarém, 11 de março de 1972) é um político brasileiro com atuação no Pará. Foi vice-governador do estado no segundo mandato de Simão Jatene.

## Obras
São os livros publicados por Helenilson Cunha Pontes:
- Princípio da proporcionalidade e o Direito Tributário. São Paulo: Dialética, 2000.
- Inconstitucionalidade da Lei Tributária Repetição de Indébito. São Paulo: Dialética, 2002
- Ensaios de Direito Tributário. São Paulo: MP Editora, 2005.
- Coisa julgada tributária e inconstitucionalidade. São Paulo: Dialética, 2005.
- Ensaios de Direito Tributário - volume II. São Paulo: MP Editora, 2008.